# Arthur Hugh Clough
Pour les articles homonymes, voir Clough.
Arthur Hugh Clough (Liverpool, 1er janvier 1819 - Florence, 13 novembre 1861) est un poète britannique de l'époque victorienne. 

## Biographie
Il nait à Liverpool. Son père, James Butler Clough, fait le commerce du coton à Liverpool, et sa mère, Anne Perfect, est la fille d'un banquier du Yorkshire. Il est le frère d'Anne Clough. En 1836, il obtient une bourse pour étudier au Balliol College d'Oxford.
Il fait la connaissance en 1851 de Blanche Mary Shore Smith, cousine de Florence Nightingale. Ils se marient en 1854 et ont quatre enfants, notamment Blanche Athena Clough, qui devient en 1920 principale de Newnham College.  
Il soutient Florence Nightingale dans sa campagne pour réformer les hôpitaux militaires, et l'accompagne à Calais lors de son premier voyage en Crimée en 1854.
Sa santé se dégrade en 1861, et il prend un congé pour se rétablir, durant lequel il voyage, dans sa famille à l'île de Wight, puis en Grèce et à Constantinople.
Il meurt à Florence, le 13 novembre 1861.

## Œuvres
- The Bothie of Tober-na-Vuolich ( janvier 1848)
- Easter Day (Naples, 1848)
- Mari magno
- Amours de voyage (1858)

## Style
Comme l'a écrit Rupert Christiansen en 2001, dans The Voice of Victorian Sex : « Clough devrait être aujourd'hui pour nous d'un grand intérêt. Il est le plus moderne des poètes victoriens. Depuis son approche de la métrique jusqu'à sa vision morale empreinte de scepticisme, il est beaucoup plus proche de notre propre perception que d'un Tennyson ou d'un Browning… Ses écrits ne sont ni un chant ni une rapsodie qui s'élèvent. C'est une littérature terre à terre, nerveuse, spirituelle, multiple, qui creuse au cœur de la sexualité avec une franchise surprenante et une sensualité unique dans la littérature anglaise du XIXe siècle. »
Deux de ses poèmes repris dans plusieurs anthologies, comme The Oxford Boof of English Verse, représentatifs le premier de son scepticisme, le second de ses interrogations morales, sont The Latest Decalogue d'une part et There is no God construit sur une courte citation du Psaume 14 et appliqué à l'époque victorienne.